# Marat Bikmoev
Marat Rifkatovich Bikmoev est un footballeur ouzbek né le 1er janvier 1986 à Tachkent en RSS d'Ouzbékistan (Union soviétique).

## Carrière

### En sélection
56 sélections et 9 buts avec l'équipe d'Ouzbékistan de football depuis 2004.